# Obsjtina Avren
Obsjtina Avren (bulgariska: Община Аврен) är en kommun i Bulgarien.   Den ligger i regionen Oblast Varna, i den östra delen av landet, 400 km öster om huvudstaden Sofia. Antalet invånare är 8 432. Arean är 380 kvadratkilometer.
Terrängen i Obsjtina Avren är kuperad åt nordväst, men åt sydost är den platt.
Obsjtina Avren delas in i:
- Benkovski
- Bliznatsi
- Dăbravino
- Kazasjka reka
- Priseltsi
- Sadovo
- Sindel
- Tsarevtsi
- Trăstikovo

Följande samhällen finns i Obsjtina Avren:
- Avren

Omgivningarna runt Obsjtina Avren är en mosaik av jordbruksmark och naturlig växtlighet. Runt Obsjtina Avren är det ganska glesbefolkat, med 22 invånare per kvadratkilometer.